# Pedicia (Pedicia) brachycera
Pedicia (Pedicia) brachycera is een tweevleugelige uit de familie Pediciidae. De soort komt voor in het Palearctisch gebied.